# Lista de membros do Comitê Olímpico Internacional

## A
- Afeganistão
- África do Sul
- Albânia
- Alemanha
- Andorra
- Angola
- Antiga e Barbuda
- Arábia Saudita
- Argélia
- Argentina
- Armênia
- Aruba
- Austrália
- Áustria
- Azerbaijão

## B
- Bahamas
- Bangladexe
- Barbados
- Barém
- Bélgica
- Belize
- Benim
- Bermudas
- Bielorrússia
- Bolívia
- Bósnia e Herzegovina
- Botsuana
- Brasil
- Brunei
- Bulgária
- Burquina Fasso
- Burundi
- Butão

## C
- Cabo Verde
- Camarões
- Camboja
- Canadá
- Catar
- Cazaquistão
- Chade
- Chéquia
- Chile
- China
- Chipre
- Colômbia
- Comores
- Congo
- República Democrática do Congo
- Coreia do Norte
- Coreia do Sul
- Cossovo
- Costa do Marfim
- Costa Rica
- Croácia
- Cuba

## D
- Dinamarca
- Djibuti
- Dominica
- República Dominicana

## E
- Egito
- El Salvador
- Emirados Árabes Unidos
- Equador
- Eritreia
- Eslováquia
- Eslovénia
- Espanha
- Essuatíni
- Estados Unidos
- Estónia
- Etiópia

## F
- Fiji
- Filipinas
- Finlândia
- França

## G
- Gabão
- Gâmbia
- Gana
- Geórgia
- Granada
- Grécia
- Guam
- Guatemala
- Guiana
- Guiné
- Guiné-Bissau
- Guiné Equatorial

## H
- Haiti
- Honduras
- Hungria

## I
- Iémen
- Indonésia
- Índia
- Ilhas Caimã
- Ilhas Cook
- Ilhas Salomão
- Ilhas Virgens Americanas
- Ilhas Virgens Britânicas
- Irão
- Iraque
- Irlanda
- Islândia
- Israel
- Itália

## J
- Jamaica
- Japão
- Jordânia

## K
- Kuwait

## L
- Laos
- Lesoto
- Letónia
- Líbano
- Libéria
- Líbia
- Liechtenstein
- Lituânia
- Luxemburgo

## M
- Macedônia do Norte
- Madagascar
- Malásia
- Malaui
- Maldivas
- Mali
- Malta
- Marrocos
- Maurícia
- Mauritânia
- México
- Mianmar
- Micronésia
- Moçambique
- Moldávia
- Mónaco
- Mongólia
- Montenegro

## N
- Namíbia
- Nauru
- Nepal
- Nicarágua
- Níger
- Nigéria
- Noruega
- Nova Zelândia

## O
- Omã

## P
- Países Baixos
- Palau
- Palestina
- Panamá
- Papua-Nova Guiné
- Paquistão
- Paraguai
- Peru
- Polónia
- Porto Rico
- Portugal

## Q
- Quénia
- Quirguistão
- Quiribati

## R
- Reino Unido
- República Centro-Africana
- Roménia
- Ruanda
- Rússia

## S
- Samoa
- Samoa Americana
- San Marino
- Santa Lúcia
- São Cristóvão e Neves
- São Tomé e Príncipe
- São Vicente e Granadinas
- Seicheles
- Senegal
- Seri Lanca
- Serra Leoa
- Sérvia
- Singapura
- Síria
- Somália
- Sudão
- Sudão do Sul
- Suécia
- Suíça
- Suriname

## T
- Tailândia
- Taiwan
- Tajiquistão
- Tanzânia
- Timor-Leste
- Togo
- Tonga
- Trindade e Tobago
- Tunísia
- Turcomenistão
- Turquia

## U
- Ucrânia
- Uganda
- Uruguai
- Uzbequistão

## V
- Vanuatu
- Venezuela
- Vietname

## Z
- Zâmbia
- Zimbábue